# Crambus sparsellus
Crambus sparsellus là một loài bướm đêm trong họ Crambidae.